# 1896年
1896年（1896 ねん）は、西暦（グレゴリオ暦）による、水曜日から始まる閏年。明治29年。

## 他の紀年法
- 干支：丙申
- 日本（月日は一致）
  - 明治29年
  - 皇紀2556年
- 清：光緒21年11月17日 - 光緒22年11月27日
- 朝鮮（月日は一致）
  - 李氏朝鮮・建陽元年
  - 檀紀4229年
- 阮朝（ベトナム）：成泰7年11月17日 - 成泰8年11月27日
- イスラム暦：1313年7月15日 - 1314年7月26日
- ユダヤ暦：5656年4月15日 - 5657年4月26日
- 修正ユリウス日(MJD)：13559 - 13924
- リリウス日(LD)：114400 - 114765

※檀紀は、大韓民国で1948年に法的根拠を与えられたが、1962年からは公式な場では使用されていない。

## カレンダー
| 1月 |    |    |    |    |    |    |
| 日  | 月 | 火 | 水 | 木 | 金 | 土 |
|     |    |    | 1  | 2  | 3  | 4  |
| 5   | 6  | 7  | 8  | 9  | 10 | 11 |
| 12  | 13 | 14 | 15 | 16 | 17 | 18 |
| 19  | 20 | 21 | 22 | 23 | 24 | 25 |
| 26  | 27 | 28 | 29 | 30 | 31 |    |
|     |    |    |    |    |    |    |

| 2月 |    |    |    |    |    |    |
| 日  | 月 | 火 | 水 | 木 | 金 | 土 |
|     |    |    |    |    |    | 1  |
| 2   | 3  | 4  | 5  | 6  | 7  | 8  |
| 9   | 10 | 11 | 12 | 13 | 14 | 15 |
| 16  | 17 | 18 | 19 | 20 | 21 | 22 |
| 23  | 24 | 25 | 26 | 27 | 28 | 29 |
|     |    |    |    |    |    |    |

| 3月 |    |    |    |    |    |    |
| 日  | 月 | 火 | 水 | 木 | 金 | 土 |
| 1   | 2  | 3  | 4  | 5  | 6  | 7  |
| 8   | 9  | 10 | 11 | 12 | 13 | 14 |
| 15  | 16 | 17 | 18 | 19 | 20 | 21 |
| 22  | 23 | 24 | 25 | 26 | 27 | 28 |
| 29  | 30 | 31 |    |    |    |    |
|     |    |    |    |    |    |    |

| 4月 |    |    |    |    |    |    |
| 日  | 月 | 火 | 水 | 木 | 金 | 土 |
|     |    |    | 1  | 2  | 3  | 4  |
| 5   | 6  | 7  | 8  | 9  | 10 | 11 |
| 12  | 13 | 14 | 15 | 16 | 17 | 18 |
| 19  | 20 | 21 | 22 | 23 | 24 | 25 |
| 26  | 27 | 28 | 29 | 30 |    |    |
|     |    |    |    |    |    |    |

| 5月 |    |    |    |    |    |    |
| 日  | 月 | 火 | 水 | 木 | 金 | 土 |
|     |    |    |    |    | 1  | 2  |
| 3   | 4  | 5  | 6  | 7  | 8  | 9  |
| 10  | 11 | 12 | 13 | 14 | 15 | 16 |
| 17  | 18 | 19 | 20 | 21 | 22 | 23 |
| 24  | 25 | 26 | 27 | 28 | 29 | 30 |
| 31  |    |    |    |    |    |    |
|     |    |    |    |    |    |    |

| 6月 |    |    |    |    |    |    |
| 日  | 月 | 火 | 水 | 木 | 金 | 土 |
|     | 1  | 2  | 3  | 4  | 5  | 6  |
| 7   | 8  | 9  | 10 | 11 | 12 | 13 |
| 14  | 15 | 16 | 17 | 18 | 19 | 20 |
| 21  | 22 | 23 | 24 | 25 | 26 | 27 |
| 28  | 29 | 30 |    |    |    |    |
|     |    |    |    |    |    |    |

| 7月 |    |    |    |    |    |    |
| 日  | 月 | 火 | 水 | 木 | 金 | 土 |
|     |    |    | 1  | 2  | 3  | 4  |
| 5   | 6  | 7  | 8  | 9  | 10 | 11 |
| 12  | 13 | 14 | 15 | 16 | 17 | 18 |
| 19  | 20 | 21 | 22 | 23 | 24 | 25 |
| 26  | 27 | 28 | 29 | 30 | 31 |    |
|     |    |    |    |    |    |    |

| 8月 |    |    |    |    |    |    |
| 日  | 月 | 火 | 水 | 木 | 金 | 土 |
|     |    |    |    |    |    | 1  |
| 2   | 3  | 4  | 5  | 6  | 7  | 8  |
| 9   | 10 | 11 | 12 | 13 | 14 | 15 |
| 16  | 17 | 18 | 19 | 20 | 21 | 22 |
| 23  | 24 | 25 | 26 | 27 | 28 | 29 |
| 30  | 31 |    |    |    |    |    |
|     |    |    |    |    |    |    |

| 9月 |    |    |    |    |    |    |
| 日  | 月 | 火 | 水 | 木 | 金 | 土 |
|     |    | 1  | 2  | 3  | 4  | 5  |
| 6   | 7  | 8  | 9  | 10 | 11 | 12 |
| 13  | 14 | 15 | 16 | 17 | 18 | 19 |
| 20  | 21 | 22 | 23 | 24 | 25 | 26 |
| 27  | 28 | 29 | 30 |    |    |    |
|     |    |    |    |    |    |    |

| 10月 |    |    |    |    |    |    |
| 日   | 月 | 火 | 水 | 木 | 金 | 土 |
|      |    |    |    | 1  | 2  | 3  |
| 4    | 5  | 6  | 7  | 8  | 9  | 10 |
| 11   | 12 | 13 | 14 | 15 | 16 | 17 |
| 18   | 19 | 20 | 21 | 22 | 23 | 24 |
| 25   | 26 | 27 | 28 | 29 | 30 | 31 |
|      |    |    |    |    |    |    |

| 11月 |    |    |    |    |    |    |
| 日   | 月 | 火 | 水 | 木 | 金 | 土 |
| 1    | 2  | 3  | 4  | 5  | 6  | 7  |
| 8    | 9  | 10 | 11 | 12 | 13 | 14 |
| 15   | 16 | 17 | 18 | 19 | 20 | 21 |
| 22   | 23 | 24 | 25 | 26 | 27 | 28 |
| 29   | 30 |    |    |    |    |    |
|      |    |    |    |    |    |    |

| 12月 |    |    |    |    |    |    |
| 日   | 月 | 火 | 水 | 木 | 金 | 土 |
|      |    | 1  | 2  | 3  | 4  | 5  |
| 6    | 7  | 8  | 9  | 10 | 11 | 12 |
| 13   | 14 | 15 | 16 | 17 | 18 | 19 |
| 20   | 21 | 22 | 23 | 24 | 25 | 26 |
| 27   | 28 | 29 | 30 | 31 |    |    |
|      |    |    |    |    |    |    |

## できごと

### 1月
- 1月1日 - 台湾で芝山巌事件発生
- 1月6日 - 米国でユタが45番目に州となる

### 2月
- 2月1日 - プッチーニ「ラ・ボエーム」初演
- 2月11日 - オスカー・ワイルドの戯曲「サロメ」初演
- 2月11日 - 露館播遷。

### 3月
- 3月1日 - 第一次エチオピア戦争: アドワの戦い

### 4月
- 4月1日 - 広島大本営が解散
- 4月3日 - イタリアのスポーツ新聞「ガゼッタ・デロ・スポルト」創刊
- 4月6日 - 第1回夏季オリンピックがアテネで開催（ - 4月15日）
- 4月 - 清国政府が日本への初の官費留学生を派遣
- 4月 - 史上初のキスシーンを描いた映画『M・アーウィンとJ・C・ライスの接吻』公開

### 5月
- 5月2日 - ブダペスト地下鉄初の区間が開通
- 5月4日 - イギリスのタブロイド紙「デイリー・メール」創刊
- 5月12日 - 第7師団（旭川）創設。
- 5月26日 - チャールズ・ダウがダウ平均株価を初めて発表

### 6月
- 6月4日 - ヘンリー・フォードが初の四輪自動車の試作に成功
- 6月15日 - 明治三陸大津波（死者2万名）

### 7月
- 7月22日 - 信濃川の堤防各所が決壊、被災面積18000haに及ぶ（横田切れ）

### 8月
- 8月6日 - フランスがマダガスカルの植民地化を宣言
- 8月17日 - カナダ・クロンダイクで金脈が発見される。クロンダイク・ゴールドラッシュの幕開け。
- 8月27日 - イギリス・ザンジバル戦争
- 8月31日 - 第2次伊藤内閣総辞職
- 8月31日 - 陸羽地震発生、209名の死者出る

### 9月
- 9月18日 - 第2次松方内閣成立

### 10月
- 10月15日 - 川崎造船所（後の川崎重工業）設立
- 10月23日 - 第一次エチオピア戦争、エチオピア帝国の勝利で終結

### 11月
- 11月3日 - 米大統領選挙でウィリアム・マッキンリーが勝利
- 11月8日 - 「古事類苑」の刊行はじまる

### 12月
- 12月9日 - アルフレッド・ジャリの戯曲「ユビュ王」初演
- 12月14日 - グラスゴー地下鉄が開業
- 12月22日 - 第10議会召集
- 12月25日 - ジョン・フィリップ・スーザが行進曲「星条旗よ永遠なれ」を作曲
- 12月31日 - 日本製粉（後のニップン）設立

### 日付不明
- 齋藤虎之助、ジェームス北條の2人が横浜市石川町に日本初のボクシングジム「メリケン練習所」開設。
- フィリピンでカティプーナン党の反乱
- 大韓帝国勅令第36号で、朝鮮八道における「忠清道」の東半分を「忠清北道」、西半分を「忠清南道」とする。
  - 同令において、「慶尚道」の北半分を、「慶尚北道」、南半分を「慶尚南道」とした。
  - 同令において、「全羅道」の北半分を「全羅北道」、南半分を「全羅南道」とした。
  - 同令において、「平安道」の北半分を「平安北道」、南半分を「平安南道」とした。
  - 同令において、「咸鏡道」の東北部側を「咸鏡北道」、西半分を「咸鏡南道」とした。
- 7月から9月にかけて全国各地で風水害が相次いだ。同年4月には河川事業の根拠となる河川法が制定されていたが、上流域にも対策が必要だとして砂防法、森林法が制定される契機となった[1]。

## 誕生

### 1月
- 1月1日 - 衣笠貞之助、映画監督（+ 1982年）
- 1月2日 - ジガ・ヴェルトフ、映画監督（+ 1954年）
- 1月3日 - 金重陶陽、備前焼の陶芸家・人間国宝（+ 1967年）
- 1月3日 - ジェイ・ラッシュ、農学者・生物学者（+ 1982年）
- 1月4日 - エヴァレット・ダークセン、イリノイ州選出のアメリカ上院議員（+ 1969年）
- 1月4日 - アンドレ・マッソン、画家（+ 1987年）
- 1月8日 - ヤロミール・ヴァインベルゲル、作曲家（+ 1967年）
- 1月11日 - 諸井貫一、実業家、秩父セメント社長、日経連初代会長（+ 1968年）
- 1月12日 - デビッド・ウェクスラー、心理学者（+ 1981年）
- 1月12日 - 吉屋信子、小説家（+ 1973年）
- 1月14日 - ジョン・ドス・パソス、画家・小説家（+ 1970年）
- 1月18日 - ビル・マゴワン、メジャーリーグ審判（+ 1954年）
- 1月31日 - チャーリー・ロバートソン、メジャーリーガー（+ 1984年）

### 2月
- 2月2日 - 鹿島守之助、実業家（+ 1975年）
- 2月2日 - カジミェシュ・クラトフスキ、数学者（+ 1980年）
- 2月2日 - 武田孟、明治大学総長（+ 1990年）
- 2月10日 - アリスター・ハーディ、海洋生物学者（+ 1985年）
- 2月14日 - 徳岡神泉、日本画家（+ 1972年）
- 2月16日 - 有沢広巳、経済学者（+ 1988年）
- 2月16日 - アレクサンダー・ブライロフスキー、ピアニスト（+ 1976年）
- 2月16日 - ウジェニー・ブランシャール、世界最高齢だったフランスの女性（+ 2010年）
- 2月24日 - 粥川伸二、日本画家（+ 1949年）
- 2月26日 - アンドレイ・ジダーノフ、スターリンの側近として知られたソ連の政治家（+ 1948年）
- 2月27日 - アーサー・W・ラドフォード、第2代アメリカ統合参謀本部議長（+ 1973年）

### 3月
- 3月1日 - ディミトリ・ミトロプーロス、指揮者（+ 1960年）
- 3月5日 - 鈴木康文、歌人（+ 1997年）
- 3月6日 - ノロドム・スラマリット、カンボジア国王（+ 1960年）
- 3月8日 - 赤嶺昌志、産業軍理事・セントラル・リーグ総務（+ 1963年）
- 3月17日 - ヨゼフ・スデック、写真家（+ 1976年
- 3月18日 - 佐々木味津三、小説家（+ 1934年）
- 3月19日 - 谷村貞治、花巻東高等学校創立者（+ 1968年）
- 3月25日 - 岡田源三郎、プロ野球監督（+ 1977年）
- 3月27日 - 岡部金治郎、工学者（+ 1984年）
- 3月30日 - 泉山三六、元大蔵大臣（+ 1981年）
- 3月30日 - 内藤雋輔、東洋史学者（+ 1990年）

### 4月
- 4月13日 - アイラ・エーカー、アメリカ空軍中将（+ 1987年）
- 4月19日 - 大中寅二、作曲家（+ 1982年）
- 4月19日 - 山下太郎、実業家、元山下汽船社長（+ 1970年）
- 4月20日 - 松田権六、蒔絵師（+ 1986年）
- 4月22日 - 横山エンタツ、漫才師（+ 1971年）
- 4月24日 - 濱尾四郎、推理作家（+ 1935年）
- 4月25日 - 等松農夫蔵、監査法人トーマツ創業者（+ 1980年）
- 4月26日 - マックス・ブラント、作曲家（+ 1980年）
- 4月27日 - ウォーレス・カロザース、化学者（+ 1937年）
- 4月27日 - ロジャース・ホーンスビー、元メジャーリーガー（+ 1963年）

### 5月
- 5月1日 - J・ロートン・コリンズ、アメリカ陸軍参謀総長（+ 1987年）
- 5月2日 - 松浦周太郎、政治家（+ 1980年）
- 5月4日 - 芹沢光治良、小説家（+ 1993年）
- 5月11日 - ヨシプ・ストルチェル＝スラヴェンスキ、作曲家（+ 1955年）
- 5月11日 - 東久邇聡子、皇族、東久邇宮稔彦王の妻（+ 1978年）
- 5月13日 - ヨシアス・ツー・ヴァルデック＝ピルモント、ヴァルデック侯国皇太子、親衛隊将軍（+ 1967年）
- 5月19日 - メリト・アコスタ、メジャーリーガー（+ 1963年）

### 6月
- 6月1日 - 宇田新太郎、工学者（+ 1976年）
- 6月5日 - ハワード・ホークス、映画監督（+ 1977年）
- 6月6日 - 務臺光雄、読売新聞社名誉会長（+ 1991年）
- 6月6日 - ロバート・C・シェリフ、劇作家・脚本家・小説家（+ 1975年）
- 6月6日 - ヘンリー・アリンガム、退役軍人(+ 2009年)
- 6月7日 - ロバート・マリケン、化学者（+ 1986年）
- 6月19日 - ウォリス・シンプソン、ウィンザー公エドワードの妻（+ 1986年）

### 7月
- 7月9日 - マリア・ゴメス・ヴァレンチン、世界最高齢だったブラジルの女性（+ 2011年）
- 7月10日 - 小西得郎、プロ野球監督・野球解説者（+ 1977年）
- 7月16日 - トリグブ・リー、初代国連事務総長（+ 1968年）
- 7月19日 - ボブ・ミューゼル、アメリカ合衆国のプロ野球選手（+ 1977年）
- 7月19日 - A・J・クローニン、小説家・劇作家（+ 1981年）
- 7月20日 - アダチ龍光[2]、奇術師（+ 1982年）
- 7月20日 - ルドルフ・コーリッシュ、ヴァイオリニスト（+ 1978年）
- 7月21日 - 麻生磯次、国文学者（+ 1979年）
- 7月25日 - ジョセフィン・テイ、推理作家（+ 1952年）
- 7月28日 - 犬養健、政治家（+ 1960年）

### 8月
- 8月6日 - 横田喜三郎、第3代最高裁判所長官（+ 1993年）
- 8月6日 - エルネスト・レクオーナ、作曲家（+ 1963年）
- 8月9日 - ジャン・ピアジェ、心理学者（+ 1980年）
- 8月9日 - エーリヒ・ヒュッケル、化学者（+ 1980年）
- 8月12日 - 海野厚、童謡作家（+ 1925年）
- 8月17日 - レズリー・グローヴス、アメリカ陸軍中将（+ 1970年）
- 8月25日 - 渋沢敬三、第16代日本銀行総裁・実業家・民俗学者（+ 1963年）
- 8月26日 - ベシー・クーパー、世界最長寿の女性、1896年生まれ最後の生き残り（+ 2012年）
- 8月27日 - 宮沢賢治、詩人・児童文学者・農学者（+ 1933年）

### 9月
- 9月1日 - シモン・バレル、ピアニスト（+ 1951年）
- 9月4日 - アントナン・アルトー、劇作家・詩人（+ 1948年）
- 9月6日 - マリオ・プラーツ、美術史家・文学研究者（+ 1982年）
- 9月15日 - 村山槐多、画家（+ 1919年）
- 9月15日 - 土光敏夫、実業家・経団連会長（+ 1988年）
- 9月21日 - ウォルター・ブルーニング、男性世界最高齢だったアメリカ人男性 （+ 2011年）
- 9月23日 - 森信三、思想家（+ 1992年）
- 9月24日 - スコット・フィッツジェラルド、小説家（+ 1940年）
- 9月25日 - アレッサンドロ・ペルティーニ、第7代イタリア共和国大統領（+ 1990年）
- 9月25日 - ロベルト・ジェラール、作曲家（+ 1970年）
- 9月29日 - 松田千秋、日本海軍中将（+ 1995年）
- 9月29日 - 正木ひろし、弁護士（+ 1975年）

### 10月
- 10月8日 - ジュリアン・デュビビエ、映画監督・脚本家（+ 1967年）
- 10月11日 - ロマーン・ヤーコブソン、言語学者（+ 1982年）
- 10月19日 - ボブ・オファレル、メジャーリーガー（+ 1988年）
- 10月28日 - クライド・パングボーン、飛行家・太平洋無着陸飛行初成功者（+ 1958年）
- 10月28日 - ハワード・ハンソン、作曲家（+ 1981年）

### 11月
- 11月1日 - エドマンド・ブランデン、詩人（+ 1974年）
- 11月2日 - 岩崎隆弥、実業家、元三菱製紙会長（+ 1983年）
- 11月8日 - バッキー・ハリス、元メジャーリーガー（+ 1978年）
- 11月12日 - 牧野信一、小説家（+ 1936年）
- 11月13日 - 岸信介、農商務官僚・第56・57代内閣総理大臣（+ 1987年）
- 11月14日 - マミー・アイゼンハワー、アイゼンハワー米大統領夫人（+ 1979年）
- 11月15日 - 大下宇陀児、探偵小説作家（+ 1966年）
- 11月16日 - ローレンス・ティベット、バリトン歌手（+ 1960年）
- 11月16日 - オズワルド・モズリー、イギリスのファシズム運動指導者（+ 1980年）
- 11月20日 - 林達夫、思想家・評論家（+ 1984年）
- 11月20日 - 長谷川チヨノ、日本最高齢だった人物（+ 2011年）
- 11月22日 - 後藤勇吉、飛行家（+ 1928年）
- 11月23日 - 常ノ花寛市、大相撲第31代横綱（+ 1960年）
- 11月24日 - 大塚万丈、実業家・経済同友会代表幹事（+ 1950年）

### 12月
- 12月1日 - ゲオルギー・ジューコフ、ソ連の赤軍元帥・政治家（+ 1974年）
- 12月6日 - アイラ・ガーシュウィン、作詞家（+ 1983年）
- 12月9日 - 池田亀鑑、国文学者（+ 1956年）
- 12月10日 - 林武、洋画家（+ 1975年）
- 12月20日 - 福田邦三、生理学者（+ 1988年）
- 12月21日 - 土屋喬雄、経済学者（+ 1988年）
- 12月29日 - ダビッド・アルファロ・シケイロス、画家（+ 1974年）
- 12月29日 - 大川博、実業家、映画製作者（+ 1971年）

## 死去
- 1月8日 - ポール・ヴェルレーヌ、詩人（* 1844年）
- 1月25日 - フレデリック・レイトン、画家・彫刻家（* 1830年）
- 2月2日 - 川田甕江、漢学者（* 1830年）
- 2月5日 - 末広鉄腸、政論家・新聞記者（* 1849年）
- 2月10日 - 若松賤子、教育家・翻訳家（* 1864年）
- 2月12日 - アンブロワーズ・トマ、作曲家（* 1811年）
- 2月26日 - ホーレス・フィリップス、メジャーリーグベースボール監督（* 1853年）
- 4月21日 - アーダルベルト・クリューガー、天文学者（* 1832年）
- 5月20日 - クララ・シューマン、ピアニスト・作曲家（* 1819年）
- 5月29日 - ガブリエル・オーギュスト・ドブレ、地質学者（* 1814年）
- 6月19日 - 松崎浪四郎、剣術家（* 1833年）
- 6月22日 - オーガスタス・ハリス、俳優・興行主・劇作家（* 1852年）
- 6月23日 - ジョゼフ・プレストウィッチ、地質学者・実業家（* 1812年）
- 7月1日 - ハリエット・ビーチャー・ストウ、奴隷制廃止論者・小説家（* 1811年）
- 7月13日 - フリードリヒ・ケクレ、化学者（* 1829年）
- 7月29日 - ルイス・ベーマー[要出典]、農学者（* 1843年）
- 8月10日 - オットー・リリエンタール、航空技術者（* 1848年）
- 8月13日 - ジョン・エヴァレット・ミレー、画家（* 1829年）
- 9月16日 - カルロス・ゴメス、作曲家（* 1836年）
- 9月18日 - アルマン・フィゾー、物理学者（* 1819年）
- 9月23日 - イーヴァル・オーセン、言語学者・文献学者・詩人（* 1813年）
- 10月3日 - ウィリアム・モリス、詩人・デザイナー（* 1834年）
- 10月11日 - アントン・ブルックナー、作曲家（* 1824年）
- 10月21日 - 板倉勝弼、第7代備中松山藩主（* 1846年）
- 10月23日 - コロンバス・デラノ、第11代アメリカ合衆国内務長官（* 1809年）
- 11月22日 - ジョージ・ワシントン・ゲイル・フェリス・ジュニア、観覧車開発者（* 1859年）
- 11月23日 - 樋口一葉、小説家・歌人（* 1872年）
- 12月10日 - アルフレッド・ノーベル、化学者（* 1833年）
- 12月23日 - 毛利元徳、第15代長州藩主（* 1839年）
- 12月30日 - ホセ・リサール、フィリピンの独立運動家（* 1861年）